# Burnout (videojoc)
Burnout és el primer videojoc de la saga de videojocs de curses, Burnout (saga) per les consoles PlayStation 2, Xbox i GameCube.
La saga de jocs va ser creada per Criterion Games i publicada per Acclaim i després per EA Games, ja que EA va comprar l'empresa Acclaim.